# Paracymoriza parallelalis
Paracymoriza parallelalis is een vlinder uit de familie van de grasmotten (Crambidae), uit de onderfamilie van de Acentropinae. De wetenschappelijke naam van deze soort is voor het eerst gepubliceerd in 1902 door Christian Johannes Amandus Sauber.
De soort komt voor in de Filipijnen (Luzon).